# Groene Putte
De Groene Putte is een natuurgebied nabij de Oost-Vlaamse plaats Stekene.
Het gebied is ruim 2,5 ha groot en wordt sinds 2015 beheerd door Natuurpunt.
Gedurende de jaren '70 van de 20e eeuw werd hier een zandwinningsput gegraven die daarna werd volgestort met bouwafval en afgedekt. Op de afdekkende leemlaag zijn wilgen en elzen opgeslagen. Rond de voormalige put bevindt zich een sparrenbos dat als speelbos is ingericht. Hier broeden het goudhaantje en de zwarte mees.